# Pierre Huyghe
Pour les articles homonymes, voir Huyghe.
Pierre Huyghe, né le 11 septembre 1962 à Paris, est un artiste français, plasticien, vidéaste, designer.

## Biographie
De 1982 à 1985, il étudie à l'École nationale supérieure des arts décoratifs de Paris. Il intègre et devient cofondateur du collectif « Les frères Ripoulin ».
En 1995, il crée l’association des Temps libérés, au Nouveau Musée/Institut d'art contemporain de Villeurbanne.
Un an plus tard en 1998, il expose avec Dominique Gonzalez-Foerster et Philippe Parreno. Il réalise une exposition où l’accrochage est d’un nouveau genre : une sorte de parcours cinématographique dont une speakerine filmée rythme les étapes. La même année, il est lauréat de la Villa Kujoyama.
En 2001, il obtient le prix spécial du jury à la Biennale de Venise. En 2002, il est lauréat du prix Hugo Boss délivré par le Metropolitan Museum of Art de New York (Premier français à obtenir ce prix).
En 2003, il expose de nouveau avec Dominique Gonzalez-Foerster lors de l'exposition collective GNS (Global Navigation System) au Palais de Tokyo à Paris.
En 2010, Pierre Huyghe achève l'expérience The Host and the Cloud. Cette dernière est une situation réelle, qui s'est déroulée dans un musée fermé au fond d'un parc d'attraction. Elle a été conçue pour un petit groupe d'acteurs placé sous certaines conditions, faisant face à différentes influences qu'ils pouvaient librement altérer et métaboliser. L'expérience live a été suivie par des témoins à Halloween, la Saint-Valentin et le 1er mai et a été partiellement enregistrée au cours de ses trois journées. Alors que ce rituel se déploie, nous suivons la formation et l'apparition d'une pensée. Les rôles et les comportements des acteurs, ici, personnel du musée, changement au fur et à mesure de leur rencontre et exposition avec la collection des dispositifs, des situations et des fragments de récits hétérogènes. Ce film documente cette situation.
La même année, Pierre Huyghe reçoit le prix de l’artiste contemporain de l’année 2010, une récompense décernée par le Smithsonian American Art Museum (Washington D.C.). Ce prix distingue un artiste américain ou résidant aux États-Unis âgé de moins de 50 ans. Il est le neuvième artiste à recevoir ce prix, créé en 2001, et le premier français. Il a été désigné par un jury composé de cinq personnalités du monde de l’art : Nicholas Baume, directeur du Public Art Fund (en) de New York, Margo Crutchfield, conservatrice du Musée d’art contemporain de Cleveland (en), Anne Ellegood, conservatrice au Hammer Museum de Los Angeles, l’artiste Tim Rollins et le professeur d’art contemporain Howard Singerman. Les jurés ont tenu à féliciter l'artiste pour l’ensemble de sa carrière, dont certaines œuvres « ont changé le cours du cinéma et de la vidéo contemporains ».
L'année 2010 est donc charnière pour Pierre Huyghe comme il explique dans l'interview donnée au Quotidien de l'Art en date du 26 juin 2013 : « C’est pendant The Host and the Cloud que je l’ai compris. Il s’agit d’un travail réalisé pendant un an, sur trois moments. J’avais le temps de réfléchir, de réajuster. C’était comme un laboratoire. J’ai pris quinze personnes que j’ai mises sous conditions. Petit à petit, j’ai découvert que ce n’était pas les situations qui m’intéressaient mais leur porosité. Je voulais produire des conditions et moins des relations. Il y avait un paramètre incontrôlable. Quand est venu le moment de faire la Documenta, j’ai essayé de jouer avec les marqueurs de l’Histoire et de mon histoire et voir comment ces marqueurs s’affectent et se corrompent. J’ai voulu voir comment ces parties animale, minérale et végétale se mettaient en place, comment les abeilles pollinisaient. Ce n’est pas un processus qui s’arrête quand la dernière personne quitte le compost. C’est une chose qui grandit indifféremment du spectateur. C’est ce qui m’intéresse, c’est précisément cette chose en soi, qui grandit qu’elle soit mise en lumière ou non. »
En 2013, il est le premier artiste français à obtenir le prix Haftmann de la fondation helvétique Roswitha Haftmann, basée à Zurich.
Le Centre national d'art et de culture Georges-Pompidou à Paris lui consacre une rétrospective (du 24 septembre 2013 au 8 janvier 2014), qui attire 2 000 visiteurs par jour.
En 2017, il est le premier artiste français à recevoir le Nasher Price décerné par le Nasher Sculpture Center, situé à Dallas (Texas). Le directeur du Nasher Sculpture Center, Jeremy Strick explique le choix du jury international : « Sa vision expansive de la sculpture incarne le but du Prix Nasher, qui souhaite défendre les plus grands esprits artistiques de notre temps. Son intégration de systèmes vivants, films et objets dans sa sculpture met en évidence les complexités entre l’art et la vie et remet en question les limites mêmes de la création artistique. »
Il est représenté par la galerie Marian Goodman New York - Paris.
Ses notes ont été le sujet d'une thèse en esthétique soutenue en 2022 à Paris I : Les notes de Pierre Huyghe. Émergence d'une œuvre non-anthropocentrée.

## Démarche
Depuis ses débuts, l’artiste s’interroge sur les rapports étroits et ambigus entre réel et fiction. Il analyse aussi sa relation au temps, au spectateur et à la mémoire collective. Son travail interroge la notion d’exposition. Il veut mettre à jour les dessous de la création et de la production, en jouant avec le temps et l’espace. Pour lui, expédition rime avec exposition. Il veut repousser les limites de l’exposition en inventant à chaque fois un autre format, un autre langage. Dans ses expositions, le visiteur devient alors acteur d’une réalité cadrée mais pas prisonnière. Il devient récitant d’un scénario à venir. Par ailleurs, ses expositions ne sont jamais un aboutissement d’un projet, mais simplement une étape. Les projets se prolongent, se racontent, se partagent, s’arrêtent puis reprennent.

## Principales productions
- Trajet, 1992, Galerie Sabrina Grassi, Paris
- Remake, 1994-1995.
- Blanche Neige Lucie, 1997.
- The Third Memory, 1999, 9 min 46 s.
- Atari Light, 1999.
- No Ghost just a shell, 1999. En collaboration avec Philippe Parreno.
- Two Minutes out of Time, 2000, 4 min.
- Les Grands Ensembles, 2001, 7 min 41 s.
- One Million Kingdoms, 2001, 7 min.
- Expédition scintillante, Bregenz, 2002. Ce projet est né d’un récit inachevé d’Edgar Poe Les aventures d’Arthur Gordon Pym. Ce projet éphémère était fait de neige, de glace et au fil du jour, le tout fondait. Le scénario se mettait en scène. Ce petit projet a amené l’artiste à faire une expédition polaire pendant un mois à la découverte de l’Antarctique et l’a amené à découvrir une île glacée qu’il appelle l’île de l’Oisiveté. « Une rumeur parlait d’une île sans nom de l’Antarctique. Pierre Huyghe s’est mis à la recherche de ce monde oublié des cartes et de la géographie. Pour cette expédition hors du réel en compagnie de Xavier Veilhan, d’Aleksandra Mir et de Jay Chung, il fallait un bateau hors normes. Ce fut Tara, un voilier au passé mythique conçu pour résister aux assauts des growlers (morceaux de glaces au ras de l’eau) de l’Antarctique. Épousant la forme d’un noyau d’olive, cette goélette de 36 mètres de long à la particularité de se hisser sur la glace au lieu de s’y faire enfermer sous l’effet de la pression. Construit en 1989 à l’initiative de l’explorateur français Jean-Louis Étienne, le bateau est ensuite passé dans les mains de Sir Peter Blake. Le célèbre marin néo-zélandais en avait fait son allié dans son projet de défense de la planète. Mais en 2001, il a payé de sa vie le prix de ce combat lors d’une embuscade sur le fleuve Amazone. Aujourd’hui, le voilier polaire continue de servir la même ambition : donner les moyens d’étudier et de protéger les milieux polaires menacés par le réchauffement climatique. D’ici peu, Tara larguera les amarres pour une autre expédition : il dérivera dans l’Arctique pendant 2 ans, servant ainsi de plate-forme d’accueil à des scientifiques, des chercheurs et des artistes. Chacun, à sa manière, sera le témoin des fragiles équilibres écologiques de la planète. » Beaux Arts magazine, février 2006.
- Streamside day, 2003, 26 min.
- A Journey That Wasn’t, février 2005, 25 min, est un film super de 16 mm et d’une vidéo HD transférée en vidéo HD couleur. Le film a été réalisé au cours d’une expédition en Antarctique. À ce film viennent s’ajouter les images tournées lors d’une représentation à la patinoire de Central Park, à New York en octobre 2005, où un orchestre symphonique avait traduit en musique la topographie d’une île mystérieuse découverte par l’artiste. Le tout a été rassemblé dans un film de 25 minutes.
- This is not a time for dreaming, 2005, biennale de Lyon. Ce projet est né d’une commande de l’université Harvard.
- One Year Celebration, 2003-2006, Hollande. Il convie des architectes, musiciens… à imaginer la célébration de jours non fériés et proposer un nouvel agencement du temps.
- Celebration Park au Musée d'art moderne de la ville de Paris et la Tate Modern à Londres, 2005-2006. À l’occasion de la réouverture du Musée, l’artiste réalise sa première grande exposition monographique. Il dévoile son envie de construire un parc d'attraction[7].
- The Host and the Cloud, 2010, 120 min.
- Zoodram 4, 2011. Les Zoodram sont des écosystèmes marins enfermés dans des aquariums. Zoodram 4 présente un bernard-l'ermite habitant dans une reproduction de la sculpture La Muse endormie de Constantin Brancusi.
- Untilled, 2011-2012. Environnement présenté dans la zone de compost du Karlsaue Park lors de dOCUMENTA (13) à Cassel[8].
- After Alife Ahead, 2017. Environnement réalisé dans le cadre de Skulptur Projekte Münster 2017 et prenant place dans une patinoire désaffectée[9].
- EXOMIND, 2017-2018. Création d'un jardin pour la 10e exposition du Dazaifu Tenman-gū Art Program dans l'enceinte du sanctuaire shinto Dazaifu Tenman-gū à Dazaifu (Préfecture de Fukuoka, Japon)[10]
- Camata, 2024. Film qui met en scène un rituel funéraire dans le désert de l'Atacama. Deux robots prennent soin d'un squelette échoué depuis un siècle. D'étranges personnages déambulent, affublés de masques parlants. Présenté à l'exposition Liminal à Venise.

## Expositions
- 1998 : ARC, musée d’Art moderne, Paris.
- 2000 : The third memory, Centre Pompidou, à Paris.
- 2001 : Pavillon français de la biennale de Venise.
- 2003 : 
  - GNS (Global Navigation System), Palais de Tokyo, à Paris.
  - Streamside Day Follies, Dia Center for the Arts, à New York.
  - No ghost just a shell, Walter König, à Cologne.
- 2006 : 
  - Celebration Park, musée d’Art moderne, Paris, du 2 février au 30 avril 2006
  - Day for Night, biennale du Whitney Museum, du 2 mars au 28 mai 2006
  - Tate Modern, Londres, du 5 juillet au 17 septembre 2006
- 2007 : A Time score, MUSAC Museo de Arte Contemporaneo de Castilla e Leon en 2007
- 2010 : 
  - La Saison des Fêtes, Museo de Arte contemporanea Reina Sofia / Palais de Cristal, Madrid en 2010
  - The Host and the Cloud, Paris, Galerie Marian Goodman.
- 2012 : dOCUMENTA (13), à Cassel.
- 2013 : Pierre Huyghe, Exposition à caractère rétrospectif, Centre Pompidou à Paris, 24 septembre - 8 janvier 2014.
- 2014 : Pierre Huyghe, Exposition à caractère rétrospectif, Musée Ludwig à Cologne (11 avril - 13 juillet), puis au LACMA à Los Angeles (novembre 2014 - février 2015).
- 2015 : Pierre Huyghe : TarraWarra International 2015, TarraWarra Museum of Art (Australie), commissaires d'exposition : Amelia Barikin et Victoria Lynn, 29 août-22 novembre 2015.
- 2021 : Pierre Huyghe : After UUmwelt, LUMA Arles.
- 2021: Variants, Kistefos Museum[11]
- 2024 : Liminal, Punta della Dogana Collection Pinault, Venise.

## Décorations
- Officier de l'ordre des Arts et des Lettres Il est promu au grade d’officier le 17 janvier 2013[12].